# أدولف جايمي
أدولف جايمي (بالفرنسية: Adolphe Jaime)‏ هو واضع كلمات الأوبرا فرنسي، ولد في 29 مارس 1825 في باريس في فرنسا، وتوفي في 4 مارس 1901 في أنيار سور سين في فرنسا.